# Tylko razem z córką (książka)
Tylko razem z córką – książka z autorstwa Betty Mahmoody, która ukazała się po raz pierwszy w 1987 roku.
Autorka opisuje w niej twoje przeżycia z mężem Irańczykiem i czteroletnią córką na wakacjach w Teheranie. Pewnego dnia mąż jej oświadcza nigdy nie opuścisz Iranu! Zostaniesz tu do śmierci. W końcu kobieta przedostaje się wraz z córką do amerykańskiej ambasady w Turcji. Książka została sprzedana w milionach egzemplarzy i znalazła się w księdze rekordów Guinnessa, a także otrzymała nominację do nagrody Pulitzera. Na podstawie książki powstał film o tym samym tytule rolę Betty Mahmoody zagrała Sally Field. Dwadzieścia jeden lat po premierze w 2013 roku ukazało się wznowienie książki z przekładem Marii Streszewskiej.